# Guangrao (meteoryt)
Guangrao – meteoryt kamienny należący do chondrytów oliwinowo-hiperstenowych L 6, spadły 21 czerwca 1980 roku w chińskiej prowincji  Szantung.  Z miejsca upadku meteorytu pozyskano 1900 g materii meteorytowej.